# 呂宋銅礦
呂宋銅礦，又稱呂宋礦、塊狀硫砷銅礦（英語：Luzonite），化學成分組成為Cu3AsS4，可作為提煉銅的金屬經濟礦物。

## 物理性質
常呈塊狀，少見明顯晶形，表面為灰色略有暗紅色色調；在反射光顯微鏡下，呂宋銅礦為粉紅色，微弱多色性。

## 化學特性
含銅約48.3%、砷19.1%、硫32.6%，一般含銻。 成分中的砷可被銻置換，偶爾亦含有少量的鐵和鋅。與法馬丁礦（脆硫銻銅礦）是同構異質（Isomorphism）礦物。與硫砷銅礦化學成分相同，但結晶結構不同，兩者互為同質異構物（Polymorphism），因生成環境的變化，造成原子排列方式差異，形成具有不同結晶構造的礦物。

## 命名與產狀
發現於1874年，以當地名稱菲律賓呂宋島命名。
為酸性含硫的低溫熱液與火成岩作用後的產物，多產於熱液型礦脈中，經常與其他的硫化物共生，如黃鐵礦、硫砷銅礦、法馬丁礦等連續成層。通常呂宋銅礦和硫砷銅礦會共生在一起，高溫的硫砷銅礦可在攝氏275~300度轉換為呂宋礦。 通常硫砷銅礦較黑且成柱狀結晶，而呂宋銅礦則略帶紫色且以塊狀產出。

## 重要產地
亞洲地區的菲律賓呂宋島曼卡揚（Mancayan）、臺灣金瓜石礦區、日本北海道及鹿兒島等地，西亞地區的亞美尼亞；美洲地區像是美國蒙大拿州、內華達州、科羅拉多州等礦區，以及南美洲秘魯、阿根廷等地；歐洲義大利薩丁尼亞島（Sardinia）、匈牙利、羅馬尼亞、保加利亞等礦山皆有發現呂宋銅礦。
1. 臺灣：新北市瑞芳區金瓜石金銀銅礦床，集中在金瓜石及其東部各礦體，包括五平巷本山礦體、八平巷、第三長仁、粗石山均有發現
2. 菲律賓：呂宋島曼卡揚（Mancayan）
3. 日本：鹿兒島（Kagoshima Pref.）的赤石（Akeshi）和春日（Kasuga）礦山、北海道的盛能（Morino）、大豊（Teine）、伊達（Date）等鑛區
4. 亞美尼亞：Kadzaharan礦床
5. 祕魯：Cerro de Pasco和Huaron
6. 阿根廷：La Rioja省的法馬蒂納山脈（Sierra de Famatina）
7. 美國：內華達州的Goldfield、Golden Chariot mine、Burrus vein，科羅拉多州的Summitville，蒙大拿州的Butte
8. 保加利亞：索非亞省（Sofia）的切洛佩奇（Chelopech）礦區
9. 義大利：薩丁尼亞省（Sardinia）的Calabona
10. 匈牙利：赫維斯縣（Heves County）的賴奇克銅礦場（Recsk）、馬特勞山（Matra Mountains）

## 外部連結
- 维基共享资源上的相關多媒體資源：呂宋銅礦